# Louis Rouland
Louis Rouland (Le Mans, 21 oktober 2002) is een Frans wielrenner.

## Carrière
In 2023 won Rouland het jongerenklassement in de Ronde van de Mirabelle. Later dat jaar werd hij onder meer elfde in het eindklassement van de Ronde van de Aostavallei en vierde op het nationale beloftenkampioenschap op de weg. In 2024 maakte hij de overstap naar de opleidingsploeg van Arkéa-B&B Hotels.
In 2025 werd Rouland prof bij Arkéa-B&B Hotels, dat hem na één jaar overhevelde vanuit hun opleidingsploeg. Zijn debuut in de World Tour maakte hij eind januari, toen hij aan de start stond van de Tour Down Under.

## Overwinningen
2023
Jongerenklassement Ronde van de Mirabelle

## Resultaten in voornaamste wedstrijden
|      | \| Jaar \| Luik-Bast.‑Luik \| Strade Bianche \| Waalse Pijl \| \| ---- \| --------------- \| -------------- \| ----------- \| \| 2025 \| 78e \| opgave \| 71e \| |                |             |
| Jaar | Luik-Bast.‑Luik | Strade Bianche | Waalse Pijl |
| 2025 | 78e | opgave         | 71e         |

## Ploegen
- 2022 –  B&B Hotels-KTM (stagiair vanaf 1 augustus)
- 2024 –  Arkéa-B&B Hotels Continentale
- 2025 –  Arkéa-B&B Hotels

Barbier · Barthe · Boileau · Bonnamour · Chevalier · Debusschere · Ferasse · Gautier · Gougeard · Heidemann · Hivert · Jauregui · Koretzky · Lagrée · Laurance · Lecroq · Lemoine · Lietaer · Morice · Mozzato · Parisella · Rolland · Schönberger · Warlop · Dauphin (stagiair) · Mahoudo (stagiair) · Rouland (stagiair)
Biermans · Capiot · Costiou · Delaplace · Démare · Epis · García Pierna · Gesbert · Grondin · T. Guernalec · V. Guernalec · Guglielmi · Huys · Le Berre · Lozouet · Mozzato · Ries · Rodríguez · Rouland · Scotson · Sénéchal · Svestad-Bårdseng · Thierry · Tjøtta · Vauquelin · Venturini · Verre